# مناحی المطیری
مناحی المطیری (انگلیسی: Manhi Al-Mutairy؛ زادهٔ ۱۹۳۸) تیرانداز اهل عربستان سعودی بود. وی در بازی‌های المپیک تابستانی ۱۹۸۴ شرکت کرده‌است.